# 巴特-奥其尔·包洛尔图娅
巴特-奥其尔·包洛尔图娅（1997年5月15日—），蒙古女子摔跤运动员，2019年世界摔跤锦标赛女子自由式55公斤级铜牌得主、2020年夏季奥林匹克运动会女子自由式53公斤级铜牌得主、2023年亚洲摔跤锦标赛女子自由式53公斤级铜牌得主。